# Olivier Deguise
Pour les articles homonymes, voir Deguise.
Olivier Deguise, né le 21 janvier 1871 à Beauvois (Aisne) et mort le 5 novembre 1922 à Paris, , est un homme politique français.

## Biographie
Licencié ès lettres, il est d'abord précepteur dans une famille bourgeoise, puis perd sa place du fait de ses opinions socialistes. Employé dans l'industrie, il devient ensuite journaliste puis rédacteur en chef du journal socialiste, Le Réveil du Nord, à Valenciennes.
Membre du Parti socialiste français, militant dans l'Aisne, à partir de 1902, il est élu député SFIO de l'Aisne en 1914 et conserve ce siège jusqu'à sa mort.
Conseiller général du canton de Bohain (Aisne) en 1919, il fait, en 1920, le choix de rester à la SFIO lors du Congrès de Tours.
Atteint d'une maladie cardiaque, il meurt à l'âge de 51 ans en 1922.
Il est le père de Jean-Charles Deguise, député de l'Aisne.
Il existe un monument commémoratif à son nom dans le Bois des Berceaux (Bohain).

## Sources
- « Olivier Deguise », dans le Dictionnaire des parlementaires français (1889-1940), sous la direction de Jean Jolly, PUF, 1960 [détail de l’édition]